# Porte Gayole
La porte Gayole est une porte de ville situé à Boulogne-sur-Mer, en France. Construite à l'époque médiévale, elle est un des éléments défensifs des fortifications de Boulogne-sur-Mer.

## Généralités
Le monument est situé dans la vieille ville de Boulogne-sur-Mer, dans le département du Pas-de-Calais, en région des Hauts de France, en France. Sur le tracé du quadrilatère des anciens remparts, la porte est une des quatre portes de ville de l'ancienne ville fortifiée de Boulogne-sur-Mer et est située sur le côté sud-Est (à l'est se trouvait la porte Flamengue, à l'ouest, la porte des degrès et au nord la porte des Dunes).
Le nom de la porte viens du patois boulonnais Gaïole, geôles, car la tour a servi un temps de prison.

## Histoire
La porte est construite entre 1227 et 1231, en même temps que le reste des fortifications sous l'impulsion de Philippe Hurepel de Clermont, alors comte de Boulogne,.
Un bâtiment annexe, logement du chef du génie, est construit en 1689 et remanié en 1743 et 1872. Ce bâtiment sera endommagé en 1940 lors de la seconde Guerre mondiale et sera démoli en 1956.
La tour sert de prison entre 1800 et 1850 et un passage pour piétons est aménagé en 1941.
La porte est classée au titre des monuments historiques par arrêté du 21 juin 1905, modifié par arrêté du 15 novembre 1905.

## Architecture
La porte suit un plan de type philippien : deux tours massives en plan en U en saillie sur la muraille entourent un passage de porte. Les tours sont percées d'archères. Le passage de porte est vouté en arc brisé.